# Neocalosoter
Neocalosoter is een geslacht van vliesvleugeligen uit de familie Pteromalidae. De wetenschappelijke naam van dit geslacht is voor het eerst geldig gepubliceerd in 1915 door Girault & Dodd.

## Soorten
Het geslacht Neocalosoter omvat de volgende soorten:
- Neocalosoter bifasciatus (Hedqvist, 1969)
- Neocalosoter ferrugineus (Hedqvist, 1969)
- Neocalosoter grandis (Dodd, 1927)
- Neocalosoter insularis (Dodd, 1924)
- Neocalosoter lessingi (Girault, 1924)
- Neocalosoter muesebecki (Hedqvist, 1969)
- Neocalosoter perpulcher (Dodd, 1927)
- Neocalosoter pityophthori (Ashmead, 1894)
- Neocalosoter pulchripennis Girault, 1915
- Neocalosoter scolytivora (Ashmead, 1894)
- Neocalosoter turneri (Hedqvist, 1969)
- Neocalosoter viridinotum (Dodd, 1924)